# Привокзальный (Свердловская область)
Привокза́льный — большой посёлок в городском округе Верхотурский Свердловской области России. Пригород города Верхотурья, вместе с которым образует единую планировочную структуру. Расположен при железнодорожной станции Верхотурье.
С конца 1940 по 2004 год Привокзальный обладал статусом рабочего посёлка (посёлка городского типа).

## География
Посёлок Привокзальный расположен западнее старинного города Верхотурья, выше по течению реки Туры, на левом берегу. Река Тура здесь образует Верхотурское водохранилище. Посёлок состоит из трёх крупных секторов, условно образующих треугольник: северной или центральной — основной части, юго-западной — район Лесозавода, юго-восточной — Фура. Два последних района расположены непосредственно на берегу Туры.
Через посёлок Привокзальный проходит железная дорога Гороблагодатская — Серов. В северной (центральной) части посёлка на ней расположена станция Верхотурье, а в юго-западной — остановочный пункт 101 км. Между всеми тремя концами Привокзального проходит подъездная дорога к городу Верхотурью от автодороги регионального значения Р352 — Серовского тракта.
В юго-западной части в Туру (Верхотурское водохранилище) впадает река Актай. В юго-восточной расположены плотина водохранилища и Верхотурская ГЭС.

## История
Привокзальный был основан в 1904 году как станционный посёлок при железнодорожной станции Верхотурье в связи с прокладкой Богословской железной дороги.
27 декабря 1940 года Указом Президиума Верховного Совета РСФСР посёлок Привокзальный получил статус рабочего посёлка. В его состав включены населённые пункты лесоучастка и Лесопильного завода «Пролетарий», кирпичного завода «Фура», водокачки и Актайского дома отдыха. Этим же указом рабочему посёлку был подчинён ряд населённых пунктов: Большая Мостовая, Малая Мостовая, Вогулка, Устье-Акай, железнодорожные казармы на 99, 101 и 109 километрах и посёлок при железнодорожной станции Мостовая.
23 мая 1994 года в посёлке произошёл пожар, в результате которого сгорел 141 дом.
В 2004 году рабочий посёлок Привокзальный был преобразован в посёлок сельского типа.

## Население
| 1959 | 1970  | 1979  | 1989  | 2002  | 2010  | 2021  |
| ---- | ----- | ----- | ----- | ----- | ----- | ----- |
| 9088 | ↘7160 | ↘6814 | ↘5519 | ↗6218 | ↘4035 | ↗4323 |

## Инфраструктура
В Привокзальном есть небольшая православная церковь, дом культуры с библиотекой, профессиональное училище № 245, две общеобразовательных школы, три детских сада, больница и поликлиника, пожарная часть, опорный пункт полиции, отделения «Почты России» и Сбербанка, а также база отдыха «Актай» и ОГСУ «Верхотурский дом-интернат для престарелых».

### Транспорт
До Привокзального можно добраться на электричке из Екатеринбурга, Нижнего Тагила и города Серова и из окрестных городов (Кушвы, Верхней Туры, Нижней Туры, Баранчинского, Новой Ляли и Лобвы). От Верхотурья до Привокзального ходит пригородный автобус.

### Промышленность
Привокзальный — посёлок железнодорожников, поэтому основная часть трудоспособного населения работает на железной дороге. В частности, работает электровозное депо. Помимо железнодорожной отрасли в посёлке есть ещё несколько предприятий:
- ООО «Партнёр»;
- ООО «УТЭК»;
- ООО «Продсервисплюс»;
- ООО «УралПродукт»;
- ООО «Европа»;
- ООО «УРСС»;
- ООО «Компания „Энергия“»;
- ИК-53 (колония).